# John Bull

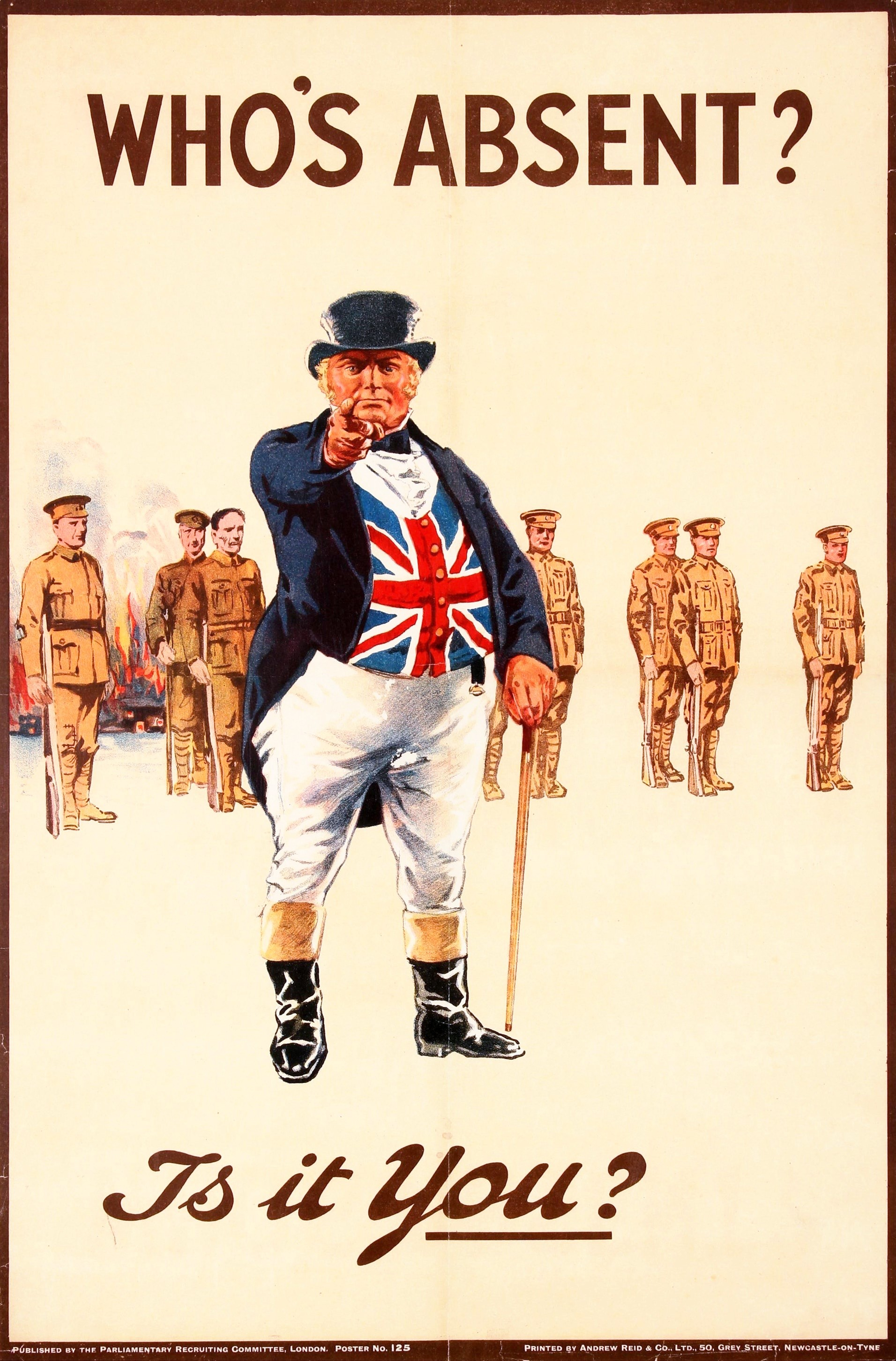
Brytyjski plakat propagandowy rekrutujący żołnierzy na front I wojny światowej. John Bull pyta: Kto się nie zgłosił? Czyżbyś to był ty?

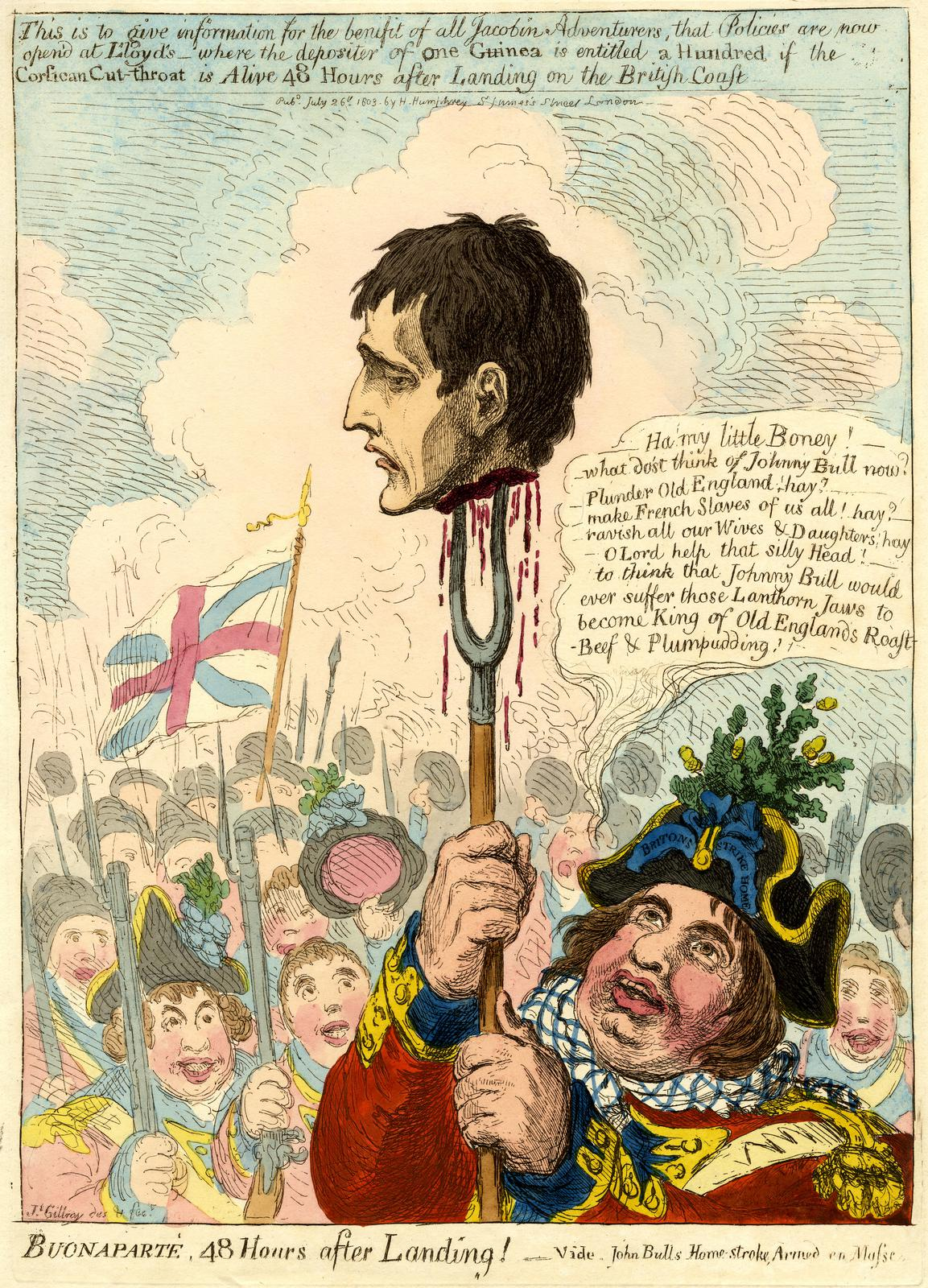
Brytyjska karykatura z okresu wojen napoleońskich pod tytułem Bonaparte, 48 godzin po lądowaniu. John Bull z odciętą głową cesarza nabitą na widły

John Bull (ang. Jan Byk) – postać literacka i personifikacja narodowa będąca pierwowzorem typowego Anglika i angielskich cech narodowych, która przedstawiana jest jako ucieleśnienie Anglii/Wielkiej Brytanii.

## Historia
Twórcą Johna Bulla był szkocki lekarz, satyryk i pisarz John Arbuthnot który opisał go w serii pamfletów, wydanych w roku 1712 pod zbiorczym tytułem The History of John Bull. Wysoki nakład dzieła Arbuthnota sprawił, że Bull stał się popularną personifikacją w pismach politycznych, karykaturach i kreskówkach, czego przykładami są prace Jamesa Gillraya, Thomasa Rowlandsona czy Johna Leecha oraz kreskówka Johna Tenniela opublikowana w brytyjskim czasopiśmie Punch.
Rewolucja francuska i wojny napoleońskie spowodowały jeszcze większą popularność Johna Bulla, który stał się narodowym symbolem wolności, lojalności wobec króla Jerzego III i kraju oraz oporu wobec francuskiej agresji. Przedstawiano go jako zwykłego szarego człowieka, który w razie potrzeby jest gotowy do natychmiastowej walki z cesarzem Napoleonem, choćby nawet gołymi rękami. W połowie i pod koniec XIX wieku był postrzegany jako bohaterska postać także w brytyjskiej polityce wewnętrznej, gotowa krytykować rodzinę królewską i rząd, która daje także głos osobom spoza tradycyjnej brytyjskiej elity politycznej. Niechętna lub wroga Brytyjczykom zagraniczna propaganda utożsamiała go z „perfidnym Albionem”.
John Bull osiągnął szczyt popularności pod koniec epoki wiktoriańskiej i we wczesnej epoce edwardiańskiej, pojawiając się w książkach, sztukach teatralnych i czasopismach, a także obrazowo jako marka lub znak towarowy. Nadal był ważnym symbolem determinacji i stanowczości podczas obydwu wojen światowych, ale nie był tak często używany w okresie zimnej wojny i dekolonizacji, gdyż pod wieloma względami uosabiał etykę imperialną, a bez Imperium stał się przestarzały. Pomimo tego współcześnie wielu Anglików nadal patrzy na Johna Bulla z sympatią, gdyż jest uosobieniem ich charakteru, radości z życia i gotowości do walki o to, w co wierzy.     

## Opis
Arbuthnot opisał Johna Bulla jako typowego angielskiego ziemianina, który jest uczciwym, odważnym i prostolinijnym cholerykiem „o bardzo niezmiennym temperamencie”. Dodatkowo jest uparty, twardo stąpa po ziemi, jest niechętny intelektualizmowi, lubi psy, konie, piwo i tradycyjne wiejskie sporty i zabawy. Zwykle przedstawiany jest jako postawny mężczyzna we fraku i kamizelce w barwach brytyjskiej flagi, jasnych bryczesach, butach oficerkach i czarnym cylindrze. Jego częstym towarzyszem jest buldog angielski. Wzrost i pozorne obżarstwo Johna Bulla reprezentowały dobrobyt w czasach, gdy różowe policzki i pulchne twarze były oznaką dobrego zdrowia.